# Le Genest-Saint-Isle
Le Genest-Saint-Isle és un municipi francès situat al departament de Mayenne i a la regió de País del Loira. L'any 2007 tenia 2.032 habitants.

## Demografia

### Població
El 2007 la població de fet de Le Genest-Saint-Isle era de 2.032 persones. Hi havia 738 famílies de les quals 124 eren unipersonals (56 homes vivint sols i 68 dones vivint soles), 257 parelles sense fills, 325 parelles amb fills i 32 famílies monoparentals amb fills.
La població ha evolucionat segons el següent gràfic:
Habitants censats

### Habitatges
El 2007 hi havia 792 habitatges, 755 eren l'habitatge principal de la família, 14 eren segones residències i 23 estaven desocupats. 775 eren cases i 15 eren apartaments. Dels 755 habitatges principals, 603 estaven ocupats pels seus propietaris, 151 estaven llogats i ocupats pels llogaters i 1 estava cedit a títol gratuït; 15 tenien dues cambres, 87 en tenien tres, 189 en tenien quatre i 464 en tenien cinc o més. 613 habitatges disposaven pel capbaix d'una plaça de pàrquing. A 237 habitatges hi havia un automòbil i a 465 n'hi havia dos o més.

### Piràmide de població
La piràmide de població per edats i sexe el 2009 era:
| Homes | Edats   | Dones |
| ----- | ------- | ----- |
| 0     | 95 o +  | 4     |
| 0     | 90 a 94 | 0     |
| 4     | 85 a 89 | 12    |
| 4     | 80 a 84 | 4     |
| 20    | 75 a 79 | 16    |
| 28    | 70 a 74 | 28    |
| 24    | 65 a 69 | 40    |
| 24    | 60 a 64 | 16    |
| 68    | 55 a 59 | 56    |
| 60    | 50 a 54 | 96    |
| 84    | 45 a 49 | 72    |
| 92    | 40 a 44 | 76    |
| 40    | 35 a 39 | 44    |
| 104   | 30 a 34 | 84    |
| 68    | 25 a 29 | 76    |
| 44    | 20 a 24 | 36    |
| 84    | 15 a 19 | 64    |
| 52    | 10 a 14 | 92    |
| 72    | 5 a 9   | 68    |
| 88    | 0 a 4   | 52    |

## Economia
El 2007 la població en edat de treballar era de 1.313 persones, 998 eren actives i 315 eren inactives. De les 998 persones actives 958 estaven ocupades (492 homes i 466 dones) i 40 estaven aturades (18 homes i 22 dones). De les 315 persones inactives 167 estaven jubilades, 105 estaven estudiant i 43 estaven classificades com a «altres inactius».

### Ingressos
El 2009 a Le Genest-Saint-Isle hi havia 743 unitats fiscals que integraven 2.043 persones, la mediana anual d'ingressos fiscals per persona era de 18.208 €.

### Activitats econòmiques
Dels 63 establiments que hi havia el 2007, 2 eren d'empreses alimentàries, 1 d'una empresa de fabricació de material elèctric, 1 d'una empresa de fabricació d'elements pel transport, 8 d'empreses de fabricació d'altres productes industrials, 12 d'empreses de construcció, 9 d'empreses de comerç i reparació d'automòbils, 3 d'empreses de transport, 5 d'empreses d'hostatgeria i restauració, 3 d'empreses financeres, 2 d'empreses immobiliàries, 7 d'empreses de serveis, 6 d'entitats de l'administració pública i 4 d'empreses classificades com a «altres activitats de serveis».
Dels 18 establiments de servei als particulars que hi havia el 2009, 1 era una oficina de correu, 1 una oficina bancària, 2 tallers de reparació d'automòbils i de material agrícola, 1 paleta, 2 guixaires pintors, 2 fusteries, 3 lampisteries, 2 electricistes, 2 perruqueries i 2 restaurants.
Dels 4 establiments comercials que hi havia el 2009, 1 era una gran superfície de material de bricolatge, 1 una botiga de menys de 120 m², 1 una fleca i 1 una carnisseria.
L'any 2000 a Le Genest-Saint-Isle hi havia 47 explotacions agrícoles que ocupaven un total de 1.196 hectàrees.

## Equipaments sanitaris i escolars
L'únic equipament sanitari que hi havia el 2009 era una farmàcia.
El 2009 hi havia 1 escola maternal i 2 escoles elementals.

## Poblacions més properes
El següent diagrama mostra les poblacions més properes.